# 单花鸢尾
单花鸢尾（学名：Iris uniflora）是鸢尾科鸢尾属的植物。分布于俄罗斯、朝鲜以及中国大陆的内蒙古、辽宁、吉林、黑龙江等地，生长于海拔50米至1,200米的地区，一般生长在山坡、林缘、路旁以及林中旷地，目前尚未由人工引种栽培。

## 异名
- Iris uniflora Pall. ex Link f. caricina (Kitag.) P. Y. Fu et Y. A. Chen